# Affaire Danielle Blais
L'affaire Danielle Blais est une affaire judiciaire canadienne, concernant le meurtre de Charles, un enfant autiste de six ans, par sa mère filicide Danielle, qui l'a noyé dans sa baignoire à son domicile du nord de Montréal. Les faits se produisent le 7 novembre 1996.
Il s'agit d'une des affaires de meurtre d'enfant handicapé les plus connues au Canada. Elle met en lumière les divergences d'attentes en matière de droits entre les associations de parents d'enfants autistes, et les personnes autistes elles-mêmes, dans un contexte de tentative de création d'un délit judiciaire d'« homicide par compassion ».

## Chronologie des faits
Début novembre 1996, Danielle Blais noie son fils autiste de six ans, Charles, dans la baignoire de son domicile du nord de Montréal,. D'après The Gazette, elle fait ensuite une tentative de suicide.
Le 8 novembre 1996, Danielle Blais est accusée de meurtre filicide prémédité.
Elle reçoit immédiatement du soutien associatif de la part de Peter Zwack, président de la Société québécoise de l'autisme, qui souligne un manque de soutien financier aux parents d'enfants autistes ; il demande qu'elle ne soit pas accusée de meurtre au premier degré, et qu'elle n'aille donc pas en prison. Il souligne son isolement ; la société de l'autisme du grand Montréal met ensuite des fonds et des témoignages à disposition et en soutien à Danielle Blais. La Gazette de Montréal décrit sa vie avec son enfant autiste comme un « cauchemar ».

## Profils de la meurtrière et de la victime
Peu d'éléments de profil de la victime sont connus,. Charles Blais est un enfant autiste scolarisé à St-Pierre-Aporte, école pour enfants à besoins spéciaux gérée par la commission des écoles catholiques de Montréal.
La meurtrière, Danielle Blais, est décrite comme une mère aimante qui est arrivée à bout,.

## Procès
Danielle Blais est accusée d'homicide. Elle plaide coupable à l'ouverture de son procès.
L'affaire Danielle Blais s'inscrit dans un débat relatif à la possibilité d'une légalisation de l'« homicide par compassion » : la Commission sénatoriale spéciale sur l'euthanasie et l'aide au suicide avait en effet recommandé au parlement canadien, en juin 1995, de créer un délit d'« homicide par compassion » distinct du crime d'homicide, avec une peine moins sévère que l'emprisonnement à perpétuité,. Le Council of Canadians with Disabilities (CCD), association de personnes handicapées de nationalité canadienne, s'y oppose alors vigoureusement.
Comme dans d'autres affaires de meurtres d'enfants handicapés, le juge de celle-ci montre de l'empathie pour Danielle Blais.

## Condamnation
Le jugement de l'affaire met en lumière que des droits réduits sont appliqués aux enfants canadiens victimes d'infanticide quand ils sont handicapés. Il révèle également que le militantisme des parents d'enfants autistes peut être opposé à celui des personnes autistes elles-mêmes, qui doivent défendre leurs droits humains fondamentaux face à des associations de parents telles que la Quebec Autism Society,.
En effet, Danielle Blais n'a pas été envoyée en prison.

## Suites
La Autism Society of Greater Montreal a ensuite embauché Danielle Blais en tant que chargée de levées de fonds.
Il s'agit d'un des cas de meurtre d'enfant handicapé les plus médiatisés au Canada.